# Zbigniew Maleszewski

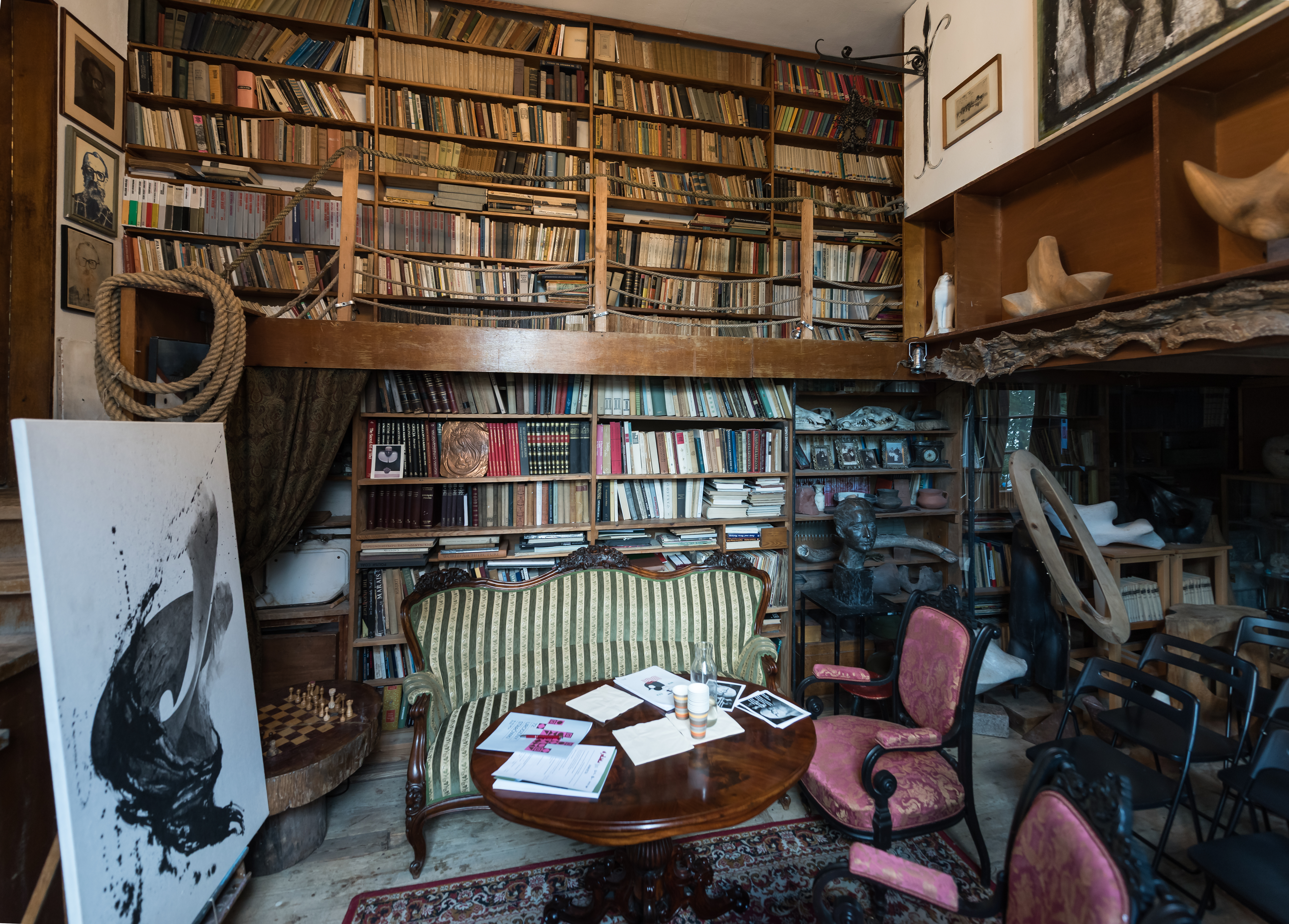
Pracownia artysty przy ul. Bugaj 15/17 w Warszawie

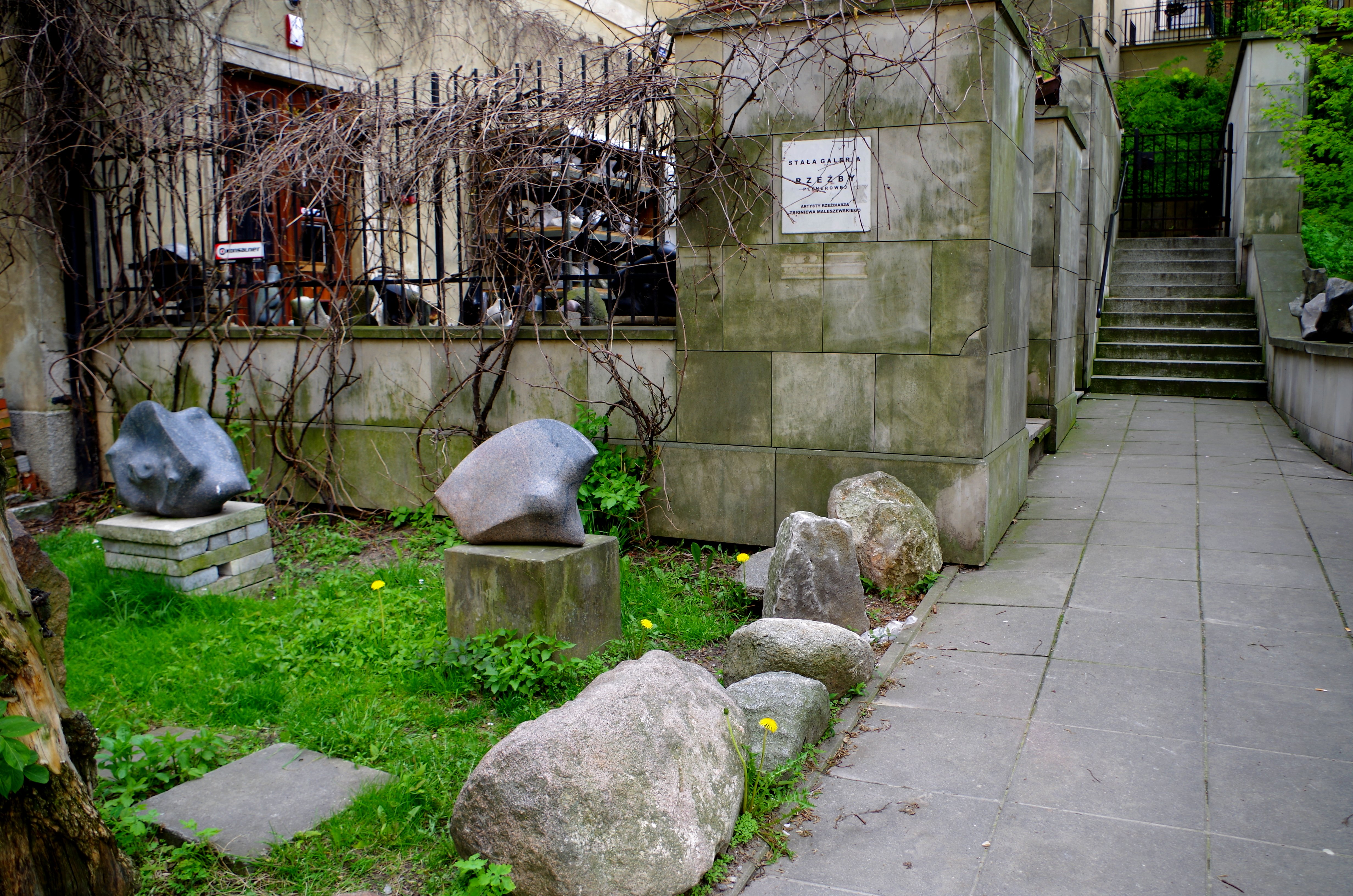
Fragment stałej Galerii Rzeźby Plenerowej przy wejściu do pracowni

Zbigniew Maleszewski (ur. 1924 w Łyszczycach, zm. 3 maja 2017 w Warszawie) – polski rzeźbiarz i architekt.

## Życiorys
Był uczestnikiem operacji „Ostra Brama”. 
Po II wojnie światowej ukończył studia na Politechnice Warszawskiej oraz Akademii Sztuk Pięknych w Warszawie. Należał do uczniów Franciszka Strynkiewicza. Był jednym z intelektualnych inspiratorów Centrum Rzeźby Polskiej w Orońsku. Jako rzeźbiarz tworzył prace wyłącznie w kamieniu, a swoje prace wystawiał od 1954, uzyskując liczne medale i nagrody. Był laureatem krajowych i zagranicznych konkursów rzeźbiarsko-architektonicznych. 
Był autorem pomnika gen. Kazimierza Pułaskiego w Denver, w USA. 
Od 2014 roku pełnił funkcję Prezes Okręgu Wileńskiego Światowego Związku Żołnierzy Armii Krajowej. Był również działaczem wolnomularskim, mistrz lóż Międzynarodowego Mieszanego Zakonu Wolnomularskiego „Le Droit Humain” oraz Wielkiej Loży Kultur i Duchowości. 
Jej pracownia mieściła się przy ul. Bugaj 15/17 lok. 2 w Warszawie.
Został pochowany na cmentarzu Wojskowym na Powązkach (kwatera D26 rząd 22 grób 1).

## Wybrane odznaczenia
- Krzyż Kawalerski Orderu Odrodzenia Polski[2]
- Złoty Medal „Zasłużony Kulturze Gloria Artis”